# Oxivanita
La oxivanita u oxyvanita es la forma mineral del óxido de vanadio V3+2V4+O5. Fue descubierta en 2008 en el área del lago Baikal (Rusia), siendo descrita por primera vez por L. Z. Reznitsky, E. V. Sklyarov, T. Armbruster, Z. F. Ushchapovskaya, E. V. Galuskin, Yu. S. Polekhovsky e I. G. Barash.
Su nombre hace referencia al oxígeno y al vanadio presentes en su composición.

## Propiedades
La oxivanita es un mineral negro de brillo resinoso. Tiene una dureza entre 7 y 7,5 en la escala de Mohs y una densidad de 4,66 g/cm³ (valor calculado, no experimental). Es un mineral frágil que muestra fractura concoidea.
Cristaliza en el sistema monoclínico, clase prismática (2/m), siendo su contenido de vanadio cercano al 66%.
Forma una serie mineralógica con la berdesinskiíta (V3+2Ti4+O5), en la cual el Ti4+ sustituye al V4+.

## Morfología y formación
La oxivanita se presenta como pequeños granos anhédricos (sin forma definida ni caras fácilmente reconocibles) de 0,1 - 0,15 mm. Es un mineral accesorio en rocas metamórficas de cuarzo-diópsido que contienen cromo y vanadio.
Además de a cuarzo y diópsido, aparece asociado a tremolita, calcita, natalyita, goldmanita, eskolaíta, titanita, ilmenita y rutilo.

## Yacimientos
La localidad tipo de este mineral es Sliudianka, en la punta sur del lago Baikal (Rusia). Este emplazamiento es también localidad tipo de bystrita, natalyita, magnesiocoulsonita y tounkita.
El otro único yacimiento conocido de oxivanita es la mina Molinellio (Génova, Italia), pequeña mina de manganeso famosa por especies raras e inusuales de manganeso, arsénico y vanadio.